# Guerra Baptista
La Guerra Baptista (o Rebel·lió de Nadal, o Aixecament de Nadal, o la Gran Revolta d'Esclaus de Jamaica de 1831-1832) fou una rebel·lió d'esclaus que va durar 8 dies i que va mobilitzar uns 60.000 dels 300.000 esclaus que vivien a Jamaica. Aquests revoltats estaven liderats pel predicador baptista, Samuel Sharpe al que van seguir els seus seguidors religiosos i altres esclaus.

## Ideologia
Els rebels educats pels missioners que estaven en sintonia amb el moviment abolicionista de Londres i tenien la intenció de fer una vaga general pacífica. Els esclaus baptistes tenien una major propensió a la mobilització, comparats amb els presbiterians, wesleians o moravians i aquesta potser es devia al fet que els missioners baptistes blancs eren més absents i a la independència dels diaques negres que proporcionava als esclaus un major domini sobre la seva vida religiosa, incloent-hi les reinterpretacions de la teologia baptista que era diferent de l'ortodoxa europea (per exemple, l'èmfasi en la importància de Sant Joan Baptista, fins i tot a expenses de Jesús). Thomas Burchell era un missioner de Montego Bay que havia de retornar d'Anglaterra després de les vacances de nadal. Entre els baptistes es va crear una onada d'expectació perquè es creia que retornaria amb els papers que donarien l'emancipació dels esclaus firmats per Guillem IV del Regne Unit. A més a més, esperaven que els homes del rei farien complir l'ordre. D'aquesta manera, quan el governador de Jamaica va proclamar que no s'havia concedit cap emancipació, el descontentament es va intensificar molt.

## La Revolta
Els esclaus negres, liderats pel predicador baptista Samuel Sharpe, van demanar més llibertat i un salari per al seu treball corresponent a la "meitat del salari vigent" i van decidir no tornar a la feina fins que els amos de les plantacions no els rebessin. Davant la resposta negativa que van obtenir, la vaga es va convertir en una rebel·lió. Aquesta va esdevenir la rebel·lió d'esclaus més gran de les Antilles britàniques i va durar 10 dies, en els que es van mobilitzar uns 60.000 esclaus dels 300.000 que hi havia a Jamaica.

## Supressió de la revolta i víctimes
La rebel·lió fou oprimida amb relativa facilitat per les forces britàniques sota el control de Sir Willoughby Cotton. La reacció del govern de Jamaica i la plantocràcia fou molt brutal. Aproximadament van matar uns 500 esclaus, 207 durant la revolta matixa i entre 310 i 340 ho foren a través de "diverses formes d'execucions judicials" quan aquesta havia conclòs, fins i tot per ofenses menors com per haver robat un porc o una vaca. El 1853, Henry Bleby va descriure la seva experiència de veure tres o quatre experiències simultànies; els cossos s'amuntegaven en els habitacles dels negres i durant la nit eren enterrats en fosses comunes fora de la ciutat.
Els revoltats només van matar 14 blancs i van fer danys materials que l'Assemblea de Jamaica el març de 1832 va xifrar en 1.154.580 lliures esterlines (equivalents a 52.000.000 de lliures esterlines actuals).
Molts missioners van resultar sospitosos pels plantaders. Alguns, com Willian Knibb, foren arrestats. Grups de colons blancs van destruir capelles que havien hostatjat les congregacions d'esclaus.

## Conseqüències
La brutalitat dels plantadors durant aquesta revolta va accelerar el procés de l'emancipació dels esclaus a l'Imperi Britànic. A principis de 1833 ja va dictar mesures inicials i el 1834 es va aprovar una emancipació parcial (dels infants de sis anys o menys) i que el 1838 esdevindria una emancipació total i incondicional de l'esclavitud.

## La Guerra Baptista a la Literatura
- La novel·la d'Andrea Levy de 2010, The Long Song és una novel·la històrica que narra els esdeveniments de la Guerra Baptista.
- El clímax de la novel·la The White Witch of Rosehall (1929) d'Herber G. de Lissier coincideix amb la Guerra Baptista.